# Socijalistički savez radnog naroda Hrvatske
Socijalistički savez radnog naroda Hrvatske (skraćeno: SSRNH) bio je masovna društveno-politička organizacija koja je od 1944. do 1990. djelovala u Socijalističkoj Republici Hrvatskoj, kao republička organizacija Socijalističkog saveza radnog naroda Jugoslavije. 
Nastao je 18. svibnja 1944. pod nazivom Jedinstvena narodnooslobodilačka fronta Hrvatske, a nakon Prvog kongresa Narodne fronte Jugoslavije, u kolovozu 1945. promijenio je naziv u Narodna fronta Hrvatske. Nastao je na platformi okupljanja organizacija i pojedinaca, koji su tijekom Drugog svjetskog rata pomagali Narodnooslobodilački pokret (NOP). Na Četvrtom kongresu, travnja 1953., promijenio je naziv u Socijalistički savez radnog naroda.[nedostaje izvor]
Kao i ostale društveno-političke organizacije u SFR Jugoslaviji, nalazio se pod kontrolom i dominacijom Saveza komunista. Na čelu organizacije nalazio se isprva Glavni odbor, a zatim od 1967. Republička konferencija SSRN. List Vjesnik bio je službeni list SSRN Hrvatske.
Nakon raspada SKJ, rukovodstvo SSRN Hrvatske je 7. veljače 1990. donijelo odluku o promjeni naziva u Socijalistički savez – Savez socijalista Hrvatske (SS-SSH). Na Osnivačkom kongresu, održanom 2. lipnja 1990. Savez socijalista se transformirao u Socijalističku stranku Hrvatske.

## Kongresi
- Osnivačka konferencija Jedinstvene narodnooslobodilačke fronte Hrvatske – održana u Topuskom 18. svibnja 1944.[4]
- Prvi kongres Narodnog fronta Hrvatske – održan u Zagrebu od 13. do 15. listopada 1946.[5]
- Drugi kongres Narodnog fronta Hrvatske – održan u Zagrebu 23. i 24. siječnja 1949.[6]
- Treći kongres Narodnog fronta Hrvatske – održan u Zagrebu 31. ožujka i 1. travnja 1951.[7]
- Četvrti kongres Narodnog fronta Hrvatske – održan u Zagrebu od 5. do 7. travnja 1953.[8]
- Peti kongres Socijalističkog saveza radnog naroda Hrvatske – održan u Zagrebu od 19. do 22. prosinca 1960.[9]
- Šesti kongres Socijalističkog saveza radnog naroda Hrvatske – održan u Zagrebu od 17. do 19. veljače 1966.[10]

## Rukovoditelji
| Pregled rukovoditelja Socijalističkog saveza radnog naroda Hrvatske | Pregled rukovoditelja Socijalističkog saveza radnog naroda Hrvatske | Pregled rukovoditelja Socijalističkog saveza radnog naroda Hrvatske | Pregled rukovoditelja Socijalističkog saveza radnog naroda Hrvatske | Pregled rukovoditelja Socijalističkog saveza radnog naroda Hrvatske |
| broj                                                                | ime i prezime                                                       | početak mandata                                                     | kraj mandata                                                        | napomena                                                            |
| ------------------------------------------------------------------- | ------------------------------------------------------------------- | ------------------------------------------------------------------- | ------------------------------------------------------------------- | ------------------------------------------------------------------- |
| 1                                                                   | Vladimir Nazor                                                      | 18. svibnja 1944.                                                   | 15. listopada 1947.                                                 |                                                                     |
| 1                                                                   | Vladimir Nazor                                                      | 15. oktobar 1947.                                                   | 24. siječnja 1949.                                                  |                                                                     |
| 1                                                                   | Vladimir Nazor                                                      | 24. siječnja 1949.                                                  | 19. lipnja 1949.                                                    | preminuo                                                            |
| 2                                                                   | Vladimir Bakarić                                                    | 1949.                                                               | 1. travnja 1951.                                                    |                                                                     |
| 2                                                                   | Vladimir Bakarić                                                    | 1. travnja 1951.                                                    | 7. travnja 1953.                                                    |                                                                     |
| 2                                                                   | Vladimir Bakarić                                                    | 7. travnja 1953.                                                    | 22. prosinca 1960.                                                  |                                                                     |
| 3                                                                   | Anka Berus                                                          | 22. prosinca 1960.                                                  | 25. lipnja 1963.                                                    |                                                                     |
| 4                                                                   | Antun Biber                                                         | 25. lipnja 1963.                                                    | 19. veljače 1966.                                                   |                                                                     |
| 5                                                                   | Stjepan Ivić                                                        | 19. veljače 1966.                                                   | 14. lipnja 1967.                                                    |                                                                     |
| 5                                                                   | Stjepan Ivić                                                        | 14. lipnja 1967.                                                    | 7. travnja 1972.                                                    |                                                                     |
| 6                                                                   | Ivo Margan                                                          | 7. travnja 1972.                                                    | 4. travnja 1975.                                                    |                                                                     |
| 6                                                                   | Ivo Margan                                                          | 4. travnja 1975.                                                    | 6. lipnja 1978.                                                     |                                                                     |
| 7                                                                   | Marijan Cvetković                                                   | 6. lipnja 1978.                                                     | 28. travnja 1980.                                                   |                                                                     |
| 8                                                                   | Jovo Ugrčić                                                         | 28. travnja 1980.                                                   | 27. travnja 1981.                                                   |                                                                     |
| 9                                                                   | Božidar Gagro                                                       | 27. travnja 1981.                                                   | 28. travnja 1982.                                                   |                                                                     |
| 10                                                                  | Darinka Puškarić                                                    | 28. travnja 1982.                                                   | 26. travnja 1983.                                                   |                                                                     |
| 11                                                                  | Pero Djetelić                                                       | 26. travnja 1983.                                                   | 26. travnja 1984.                                                   |                                                                     |
| 12                                                                  | Čedo Paić                                                           | 26. travnja 1984.                                                   | 9. siječnja 1986.                                                   |                                                                     |
| 13                                                                  | Marijan Kalanj                                                      | 9. siječnja 1986.                                                   | 9. veljače 1988.                                                    |                                                                     |
| 13                                                                  | Marijan Kalanj                                                      | 9. veljače 1988.                                                    | 10. siječnja 1990.                                                  |                                                                     |
| 13                                                                  | Željko Mažar                                                        | 10. siječnja 1990.                                                  | 2. lipnja 1990.                                                     |                                                                     |

## Vanjske poveznice
- ANALITIČKI INVENTAR: SOCIJALISTIČKA STRANKA HRVATSKE 1990. arhinet.arhiv.hr. n.d.
- Marijana Jukić: SOCIJALISTIČKI SAVEZ RADNOG NARODA HRVATSKE — NAJMASOVNIJA DRUŠTVENO-POLITIČKA ORGANIZACIJA U SOCIJALISTIČKOJ HRVATSKOJ. hrcak.srce.hr. n.d.